# Kenny Lynch
Kenneth Lynch, detto Kenny (Stepney, 18 marzo 1938 – 18 dicembre 2019), è stato un cantante e attore britannico.

## Discografia parziale
Singoli
- 1960 - Mountain of Love
- 1962 - Puff (Up in Smoke)
- 1962 - Up on the Roof
- 1963 - You Can Never Stop Me Loving You
- 1964 - Stand by Me
- 1964 - What Am I to You
- 1965 - I'll Stay by You
- 1983 - Half the Day's Gone and We Haven't Earned a Penny

## Filmografia parziale
- Le cinque chiavi del terrore (Dr. Terror's House of Horrors), regia di Freddie Francis (1965)
- The Plank, regia di Eric Sykes (1967)
- Carry On Loving, regia di Gerald Thomas (1970)
- The Alf Garnett Saga, regia di Bob Kellett (1972)
- The Playbirds, regia di Willy Roe (1978)
- The Riddle, regia di Brendan Foley (2007)